# FutureZone
A FutureZone a Magyar Telekom és leányvállalata a KFKI Zrt. közös projectje, amely egy Cisco technológián alapuló innovációs központ.

## Története
2010 márciusában jelentette be a Magyar Telekom, hogy létrehoz a Cisco Magyarország vállalattal egy olyan közös projectet, amelyből folyamatosan elérhetőek lesznek a műszaki és üzleti szempontból is legelőnyösebbnek számító technológiák és az ezeken alapuló szolgáltatások.